# Gloeoporus

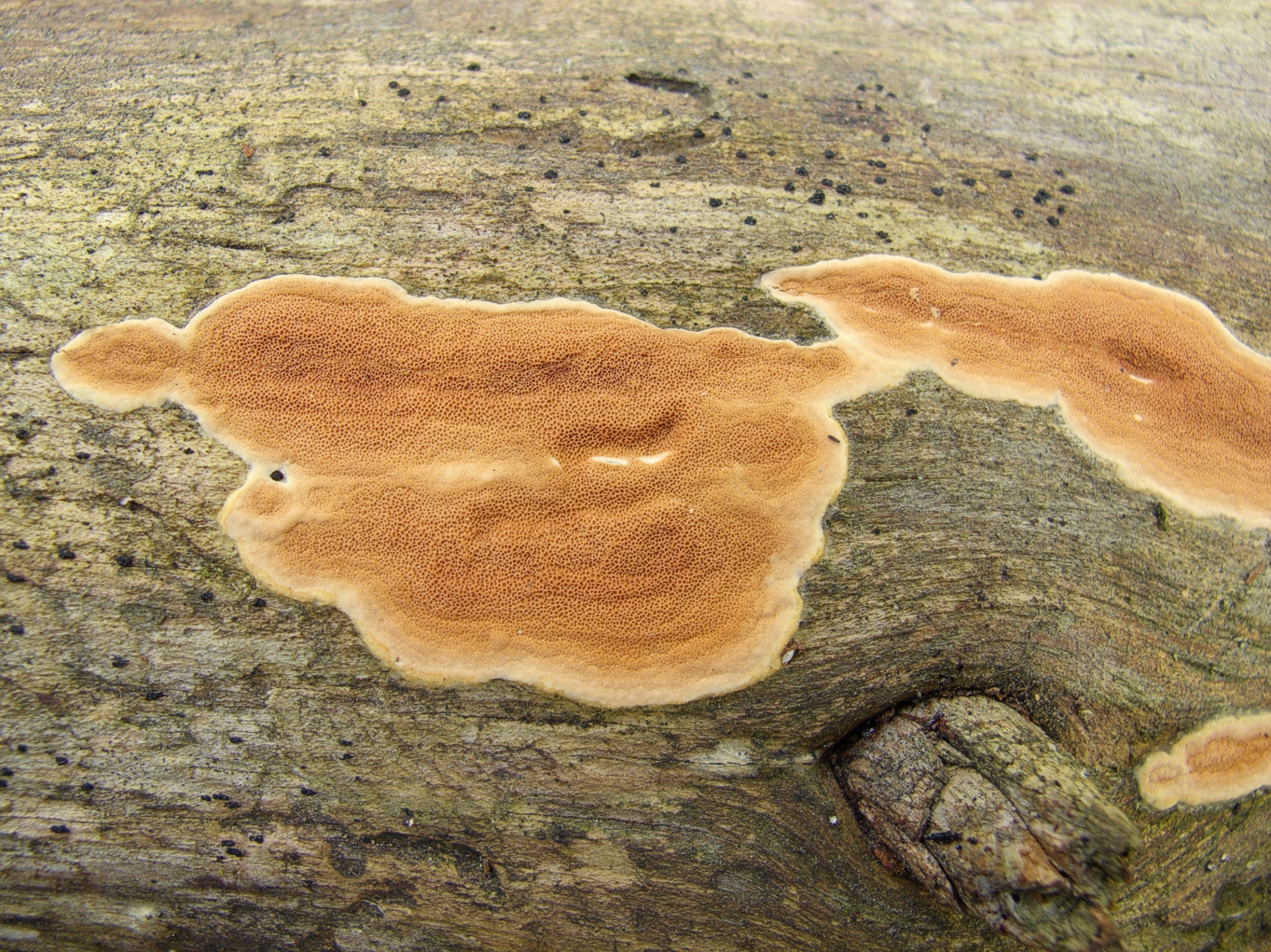
Klejoporek winnoczerwony

Gloeoporus Mont. (klejoporek) – rodzaj grzybów z rodziny Irpicaceae.

## Charakterystyka
Grzyby kortycjoidalne o bazydiokarpie rocznym, rozpostartym lub rozpostarto-odgiętym i mniej lub bardziej galaretowatej konsystencji. Hymenofor poroidalny o porach okrągłych lub kanciastych, o barwie od różowej do pomarańczowo-czerwonawej. Sterylna powierzchnia owłosiona. System strzępkowy monomityczny, strzępki generatywne ze sprzążkami lub prostą przegrodą. Cystyd brak, ale mogą występować cystydiole. Podstawki maczugowate, z 4 sterygmami. Bazydiospory o kształcie od cylindrycznego do kiełbaskowatego, cienkościenne, szkliste. Grzyby nadrzewne, saprotrofy, powodujące białą zgniliznę drewna.
Gloeoporus jest blisko spokrewniony z Byssomerulius, który głównie różni się od niego merulioidalnym hymenoforem.

## Systematyka i nazewnictwo
Pozycja w klasyfikacji według Index Fungorum: Irpicaceae, Polyporales, Incertae sedis, Agaricomycetes, Agaricomycotina, Basidiomycota, Fungi.
Takson utworzył Camille Montagne w 1842 r. Polska nazwa pojawiła się w pracy Stanisława Domańskiego i in. w 1967 r.
Gatunki występujące w Polsce:
- Gloeoporus pannocinctus (Romell) J. Erikss. 1958 – klejoporek obrzeżony[4]

Do rodzaju tego należał też również występujący w Polsce klejoporek winnoczerwony, został jednak przeniesiony do rodzaju Meruliopsis.
Nazwy naukowe na podstawie Index Fungorum. Wykaz gatunków i nazwy polskie według Władysława Wojewody i S. Domańskiego.